# 布鲁斯·穆雷 (行星科學家)

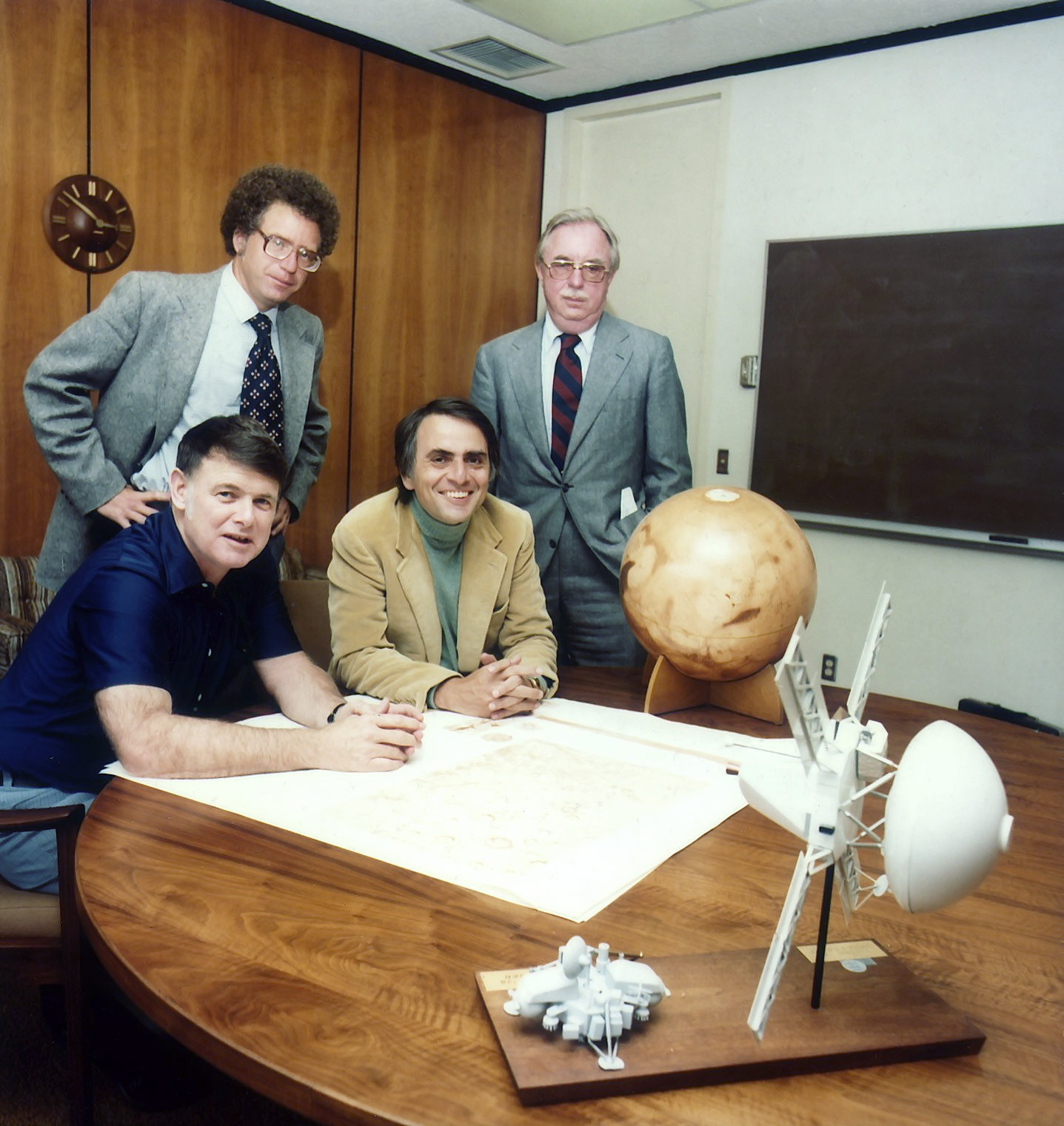
布鲁斯·穆雷是行星學會四位創始者中左側坐者。

布鲁斯·C·穆雷（英語：Bruce C. Murray，1931年11月30日—2013年8月29日）是一位美國行星科學家、地質學家，生於紐約市。加州理工學院行星科學與地質學榮譽退休教授。

## 生平
穆雷於1955年在麻省理工學院取得地質學博士學位，之後曾在加州標準石油公司、美國空軍任職，並擔任過公務員。1960年穆雷進入加州理工學院任教，1963年成為副教授，1969年成為正教授，2001年退休成為榮譽退休教授。
1976年4月1日到1982年6月30日期間穆雷是喷气推进实验室主任。
穆雷和路易斯·弗里德曼、卡尔·萨根共同成立行星學會並曾經擔任過主席。
2013年8月29日，穆雷因為阿兹海默症的併發症病逝。

## 家庭
穆雷的妻子是Suzanne Moss，育有五名子女。

## 榮譽與獎項

### 獎項
- 1997年卡爾·薩根紀念獎
- 2004年科羅拉多州特柳賴德授予他 Telluride Tech Festival Award of Technology

### 命名事物
- 小行星4957。

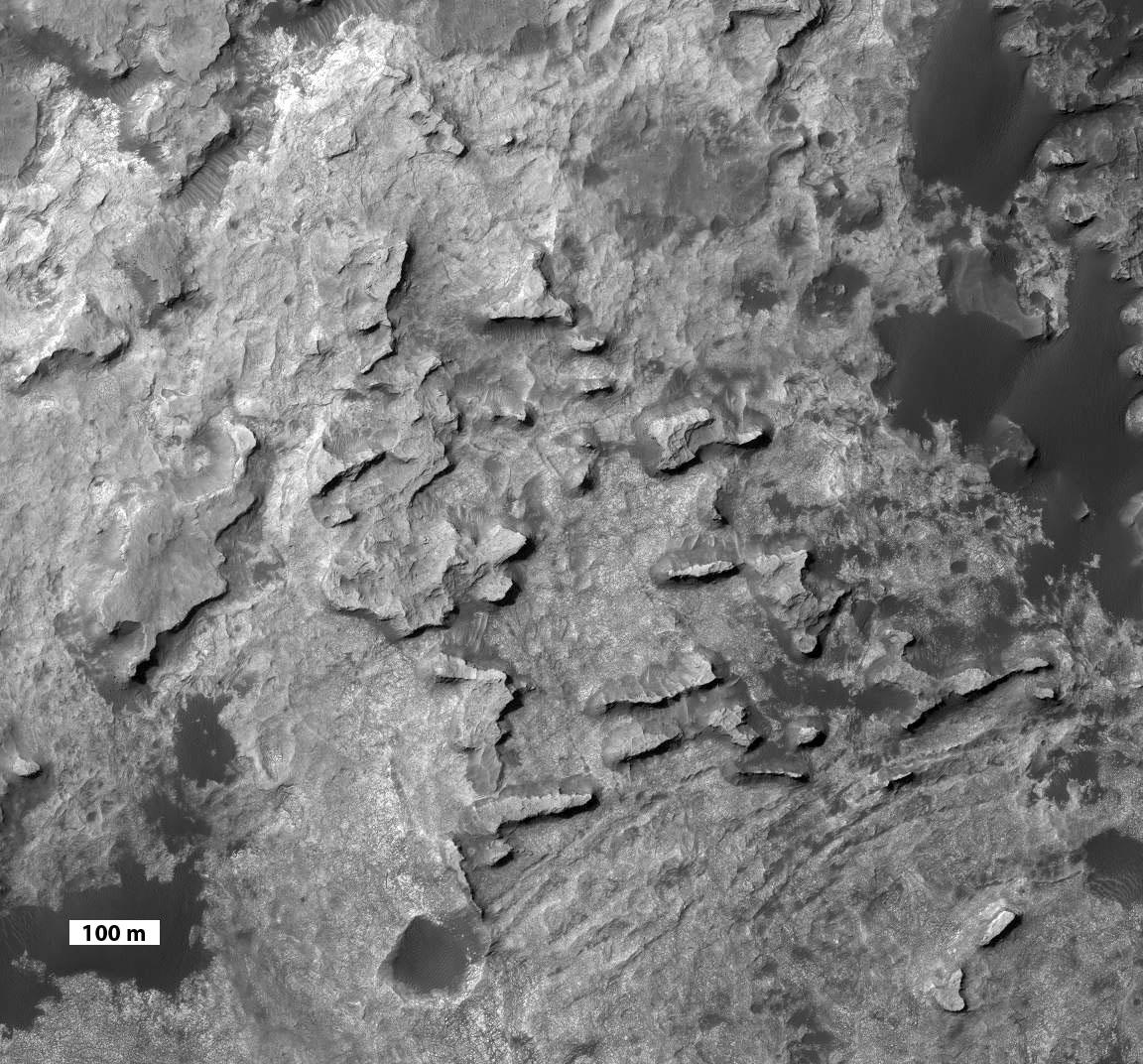
穆雷孤峰影像

- 2013年11月13日，NASA 宣布將机遇号探測中的隆起撞擊坑命名為「穆雷山脊」（Murray Ridge）；以及位於好奇號前往夏普山預定路線中的「穆雷孤峰」（Murray Buttes）[3]。

## 外部連結
- 维基共享资源上的相關多媒體資源：布鲁斯·穆雷
- JPL History （页面存档备份，存于）（英文）
- Murray's homepage（英文）
- Booknotes interview with Murray on Journey Into Space: The First Thirty Years of Space Exploration, August 20, 1989.（英文）